# Деревнищи (Кадыйский район)
Деревнищи — деревня в Кадыйском районе Костромской области. Входит в состав Завражного сельского поселения.

## География
Находится в юго-восточной части Костромской области на расстоянии приблизительно 38 км на юг по прямой от районного центра поселка Кадый на правом берегу Нёмды в пределах акватории Горьковского водохранилища.

## История
Известна была с 1872 года как деревня Деревнища, когда здесь было учтено 14 дворов, в 1907 году отмечен был 21 двор. В советское время работали колхозы «Коллективный труд» и им. Ленина.

## Население
Постоянное население составляло 112 человек (1872 год), 101 (1897), 135 (1907), 7 в 2002 году (русские 100 %), 5 в 2022.